# Graukopfpapagei
Der Graukopfpapagei (Poicephalus fuscicollis) ist eine Art aus der Gattung der Langflügelpapageien. Gemeinsam mit den anderen Arten dieser Gattung sowie dem Graupapagei, den Unzertrennlichen, dem Halsbandsittich und den auf Madagaskar endemischen Vasapapageien zählt diese Art zu den typischen Papageienarten der Afrotropis. Die Art galt bis gegen Ende des 20. Jahrhunderts als eine Unterart des Kappapageis. Genetische und morphologische Untersuchungen haben den Schluss nahegelegt, dass der Graukopfpapagei zwar mit dem Kappapagei eng verwandt ist, dass es sich hier jedoch um eine eigenständige Art handelt. Der Art werden zwei Unterarten zugerechnet: Kuhls Graukopfpapagei (P. f. fuscicollis) ist die Nominatform. Die zweite Unterart ist Reichenows Graukopfpapagei (P. f. suahelicus).

## Verbreitung
Graukopfpapageien leben in Gambia, dem nördlichen Ghana und der Elfenbeinküste sowie im Norden der Republik Südafrika, Botswana, Simbabwe, Sambia, im Südosten der Demokratischen Republik Kongo, Burundi und Ruanda bis zum äußersten Süden von Uganda. Sie kommen außerdem in einzelnen Regionen von Namibia und Ostangola sowie im Westen von Mosambik und in Nordtansania vor.

## Lebensraum

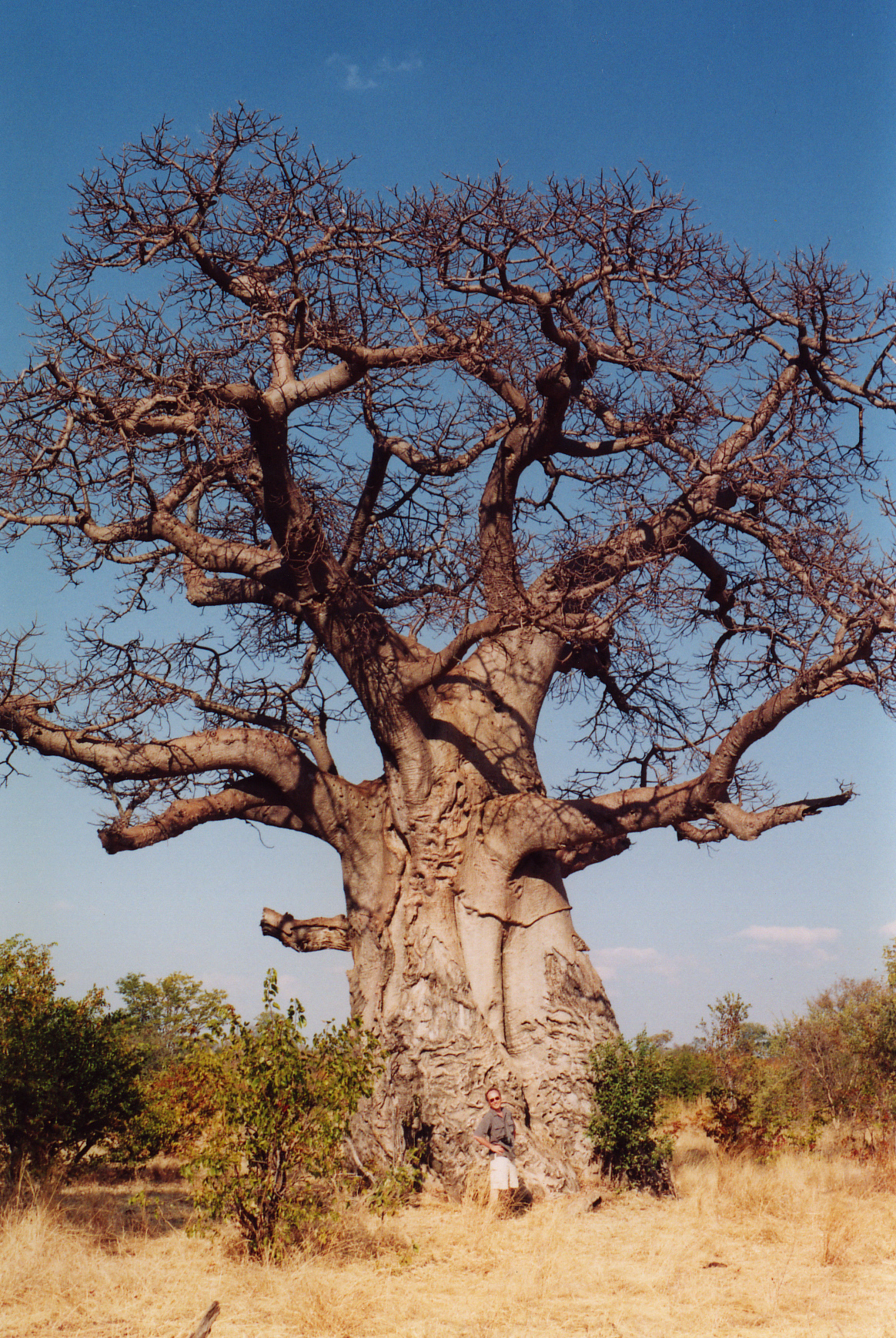
Afrikanischer Affenbrotbaum – in einzelnen Untersuchungsgebieten werden ausschließlich Ast- und Stammhöhlen dieser Baumart zur Anlage der Nisthöhlen genutzt.

Die genutzten Lebensräume scheinen sich nach den beiden bislang beschriebenen Unterarten zu unterscheiden. 
In Gambia sind Kuhls Graukopfpapageien überwiegend in dichten Mangrovenwäldern zu finden, die sich entlang von Flussufern ausdehnen. In Ghana sind die bevorzugten Lebensräume Wälder. Grundsätzlich hält sich diese Unterart in Wassernähe auf. 
Reichenows Graukopfpapagei nutzt dagegen eine Reihe unterschiedlicher Lebensräume und ist in Wäldern verschiedener Vegetationszonen zu finden. Sie kommen im Tiefland ebenso vor wie im Hochland. Die maximale Höhenausbreitung erreicht diese Unterart im Osten der Demokratischen Republik Kongo, wo sie bis in 4000 m Höhe zu beobachten sind. Sie nutzen dabei auch Trockenwälder. Die von ihnen bevorzugte Baumart ist der Afrikanische Affenbrotbaum. In einzelnen Untersuchungsgebieten wurde ausschließlich diese Baumart für die Anlage der Bruthöhlen genutzt.

## Nahrung und Nahrungserwerb
Wie die überwiegende Zahl der Langflügelpapageien ist auch der Graukopfpapagei ein Nahrungsgeneralist, der Samen, Nüsse und Beeren einer Vielzahl unterschiedlicher Baum- und Straucharten frisst und auch den Blütennektar zu sich nimmt. Zum Nahrungsspektrum gehören unter anderem unreife Samenkerne der Mabolapflaume, des Nyalabaums und der Samtmyrrhe sowie reife Samen der Schwarzakazie, des Affenbrotbaums, des Kaffirbaums und Früchte der Mangroven und des Eisenholzbaums sowie der Kapfeige und der Eselsfeige.
Dieses breite Nahrungsspektrum unterscheidet den Graukopfpapagei auch vom Kappapagei. Dieser ist abweichend von den anderen Arten der Langflügelpapageien ein Nahrungsspezialist und frisst ausschließlich Früchte der Steineiben sowie in deutlich geringerem Umfang Früchte einer afrikanischen Art der Zürgelbäume.

## Bestandssituation
Es liegen keine verlässlichen Bestandszahlen vor. Aufgrund zurückgegangener Sichtmeldungen und einem Fehlen von Meldungen in Regionen, in denen sie früher häufig waren, muss davon ausgegangen werden, dass ihre Populationszahlen deutlich zurückgegangen sind. Die Ursachen dieses Bestandsrückgangs sind vermutlich die gleichen, die auch bei anderen Langflügelpapageien zu einem Rückgang geführt haben. Habitatzerstörungen haben sowohl zu einer Verknappung von möglichen Nistbäumen geführt als auch zu einem verringerten Nahrungsangebot. Die Vögel werden außerdem in einigen Ländern für den Export gefangen.

## Die systematische Stellung innerhalb der GattungPoicephalus
Das folgende Kladogramm zeigt die Gattung Poicephalus mit ihren jeweiligen Verwandtschaftsgraden. Es fehlt der Niamniampapagei (Poicephalus crassus), dessen Artstatus umstritten ist.
| N.N.                    | \| \| Poicephalus gulielmi \| \| \| \| \| \| Poicephalus robustus \| \| \| \| \| \| Poicephalus fuscicollis \| \| Vorlage:Klade/Wartung/3 \| \| |
|                         | \| \| Poicephalus gulielmi \| \| \| \| \| \| Poicephalus robustus \| \| \| \| \| \| Poicephalus fuscicollis \| \| Vorlage:Klade/Wartung/3 \| \| |
|                         | Poicepalus flavifrons |
|                         | |
|                         | Poicephalus gulielmi |
|                         | |
|                         | Poicephalus robustus |
|                         | |
|                         | Poicephalus fuscicollis |
| Vorlage:Klade/Wartung/3 | |

|                         | Poicephalus gulielmi    |
|                         |                         |
|                         | Poicephalus robustus    |
|                         |                         |
|                         | Poicephalus fuscicollis |
| Vorlage:Klade/Wartung/3 |                         |

|  | Poicephalus senegalus   |
|  |                         |
|  | Poicephalus rufiventris |
|  |                         |

|                         | Poicephalus cryptoxanthus |
|                         |                           |
|                         | Poicephalus meyeri        |
|                         |                           |
|                         | Poicephalus rüppellii     |
| Vorlage:Klade/Wartung/3 |                           |

|  | Poicephalus senegalus   |
|  |                         |
|  | Poicephalus rufiventris |
|  |                         |

|                         | Poicephalus cryptoxanthus |
|                         |                           |
|                         | Poicephalus meyeri        |
|                         |                           |
|                         | Poicephalus rüppellii     |
| Vorlage:Klade/Wartung/3 |                           |

| N.N.                    | \| \| Poicephalus gulielmi \| \| \| \| \| \| Poicephalus robustus \| \| \| \| \| \| Poicephalus fuscicollis \| \| Vorlage:Klade/Wartung/3 \| \| |
|                         | \| \| Poicephalus gulielmi \| \| \| \| \| \| Poicephalus robustus \| \| \| \| \| \| Poicephalus fuscicollis \| \| Vorlage:Klade/Wartung/3 \| \| |
|                         | Poicepalus flavifrons |
|                         | |
|                         | Poicephalus gulielmi |
|                         | |
|                         | Poicephalus robustus |
|                         | |
|                         | Poicephalus fuscicollis |
| Vorlage:Klade/Wartung/3 | |

|                         | Poicephalus gulielmi    |
|                         |                         |
|                         | Poicephalus robustus    |
|                         |                         |
|                         | Poicephalus fuscicollis |
| Vorlage:Klade/Wartung/3 |                         |

|  | Poicephalus senegalus   |
|  |                         |
|  | Poicephalus rufiventris |
|  |                         |

|                         | Poicephalus cryptoxanthus |
|                         |                           |
|                         | Poicephalus meyeri        |
|                         |                           |
|                         | Poicephalus rüppellii     |
| Vorlage:Klade/Wartung/3 |                           |

|  | Poicephalus senegalus   |
|  |                         |
|  | Poicephalus rufiventris |
|  |                         |

|                         | Poicephalus cryptoxanthus |
|                         |                           |
|                         | Poicephalus meyeri        |
|                         |                           |
|                         | Poicephalus rüppellii     |
| Vorlage:Klade/Wartung/3 |                           |

Folgende Unterarten werden für den Graukopfpapagei beschrieben:
- Poicephalus fuscicollis fuscicollis
- Poicephalus fuscicollis suahelicus